# Кокаи, Режё

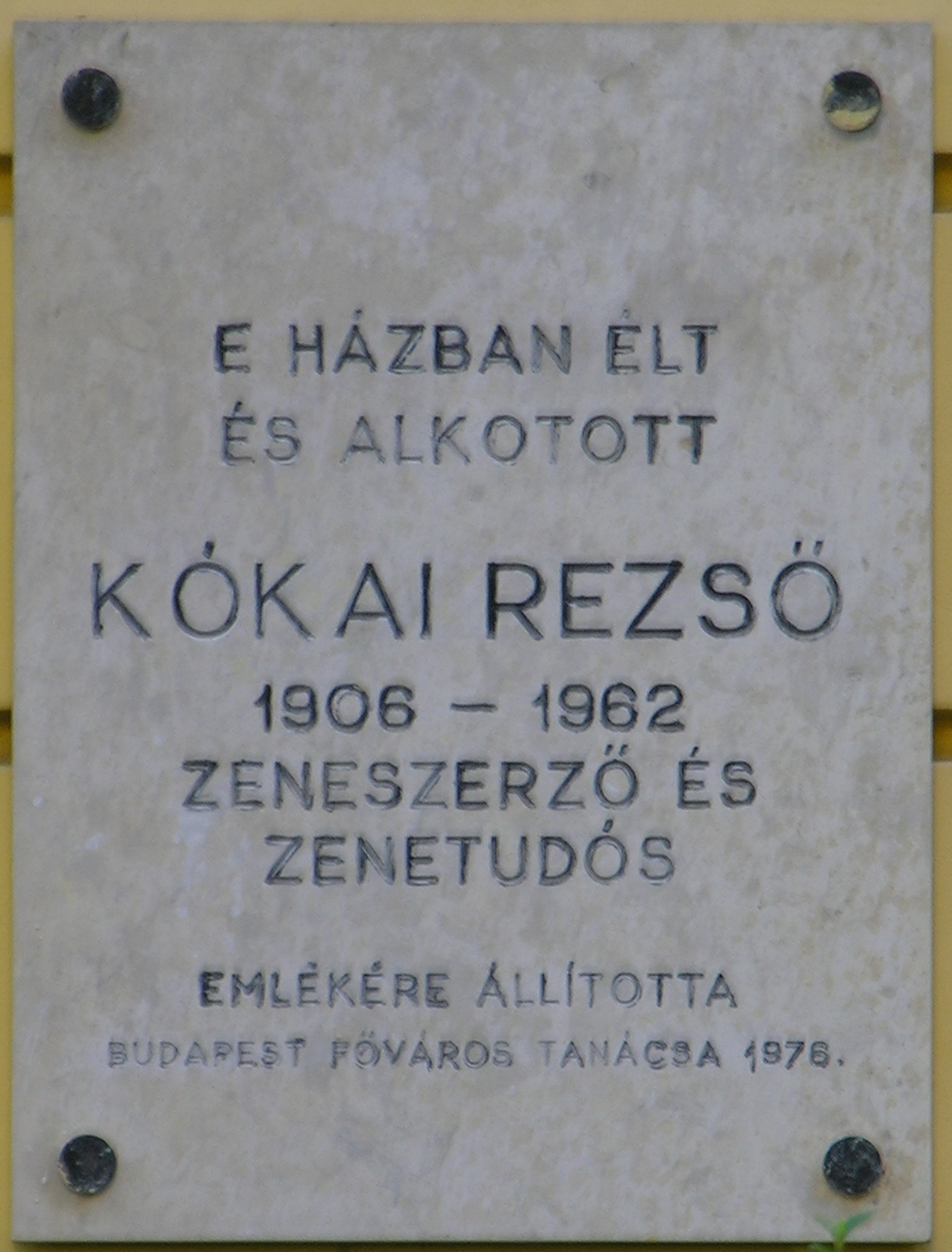
Мемориальная доска Р. Кокаю в Будапеште

Режё Кокаи (венг. Kókai Rezső; 15 января 1906, Будапешт — 6 марта 1962, там же) — венгерский композитор.

## Биография
Окончил Будапештскую академию музыки по классам Ганса фон Кёсслера (композиция) и Эмануэля Хедьи (фортепиано), затем учился в Германии. Как и его старшие современники Бела Барток и Золтан Кодай, занимался собиранием венгерского музыкального фольклора и использовал его в своих произведениях, однако в большей степени ориентировался на позднеромантическую музыкальную эстетику. В 1945—1948 годах был музыкальным руководителем Венгерского радио, затем до конца жизни преподавал в Будапештской академии музыки (среди его учеников, в частности, Иштван Кертес).
Кокаю принадлежат оратория «Король Иштван» (венг. István király; 1939), концерт для скрипки с оркестром (1952), различная камерная музыка, из которой определённой известностью пользуется Квартеттино для кларнета и струнных. Писал также музыку для театра и кино — в частности, к фильму «Под чёрной маской» (1959).